# 錫默河
46°41′28″N 7°37′58″E / 46.69107°N 7.63289°E

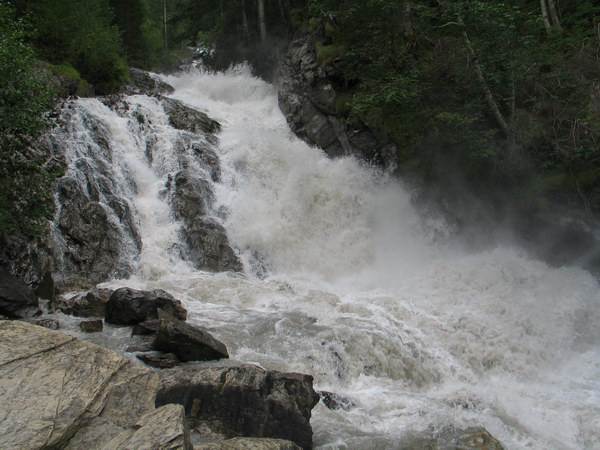

錫默河（德語：Simme，發音：[ˈzɪmə]）是瑞士的河流，位於該國中西部，流經伯恩州，屬於坎德河的支流，河道全長55公里，流域面積593平方公里，河口處在維米斯附近。